# ジョージ・リード (画家)
ジョージ・リード（Sir George Reid PRSA、1841年10月31日 - 1913年2月9日）は、スコットランドの画家である。肖像画や風景画を描いた。スコットランド王立アカデミーの会長を務めた。

## 略歴
アバディーンに生まれた。絵を描くのに熱心で、1854年から7年間、アバディーンの版画出版会社、 Messrs Keith & Gibbで、徒弟として働いた。1861年に各地を旅して肖像画を描いていたウィリアム・ニドリー(William Niddrie)という画家に絵を習った。ニドリーは風景画家のジェームズ・ジャイルス(James Giles)の弟子であった人物である。その後、エディンバラの美術学校で学んだ。
アバディーンに戻り、風景画や肖像画を売って生活するようになった。詩人で小説家のジョージ・マクドナルドの肖像画で肖像画家として注目されるようになった。風景画も描いたが、満足できなかったため、1865年にオランダのユトレヒトに旅し、オランダの風景画家のモリンヘル（Alexander Mollinger: 1836-1867)に学び、その風景画のスタイルを変えた。1868年にパリを訪れ、アカデミック美術の画家、アドルフ・イヴォン(1817-1893)に学んだ。1872年には、デン・ハーグで、ハーグ派の画家、ヨゼフ・イスラエルス(1824-1911)と過ごし、風景画の分野でも評価されるようになった。
1870年に王立スコットランド・アカデミーの準会員に選ばれ、1877年に正会員になった。1891年から1902年までアカデミーの会長を務めた。1900年のパリ万国博覧会の展覧会に出展し金メダルを受賞した。
1902年にナイトの称号も受けた。
晩年までエディンバラで主に暮らしていたが、1913年にイングランド南西部の観光地、サマセットで亡くなった。

## 作品

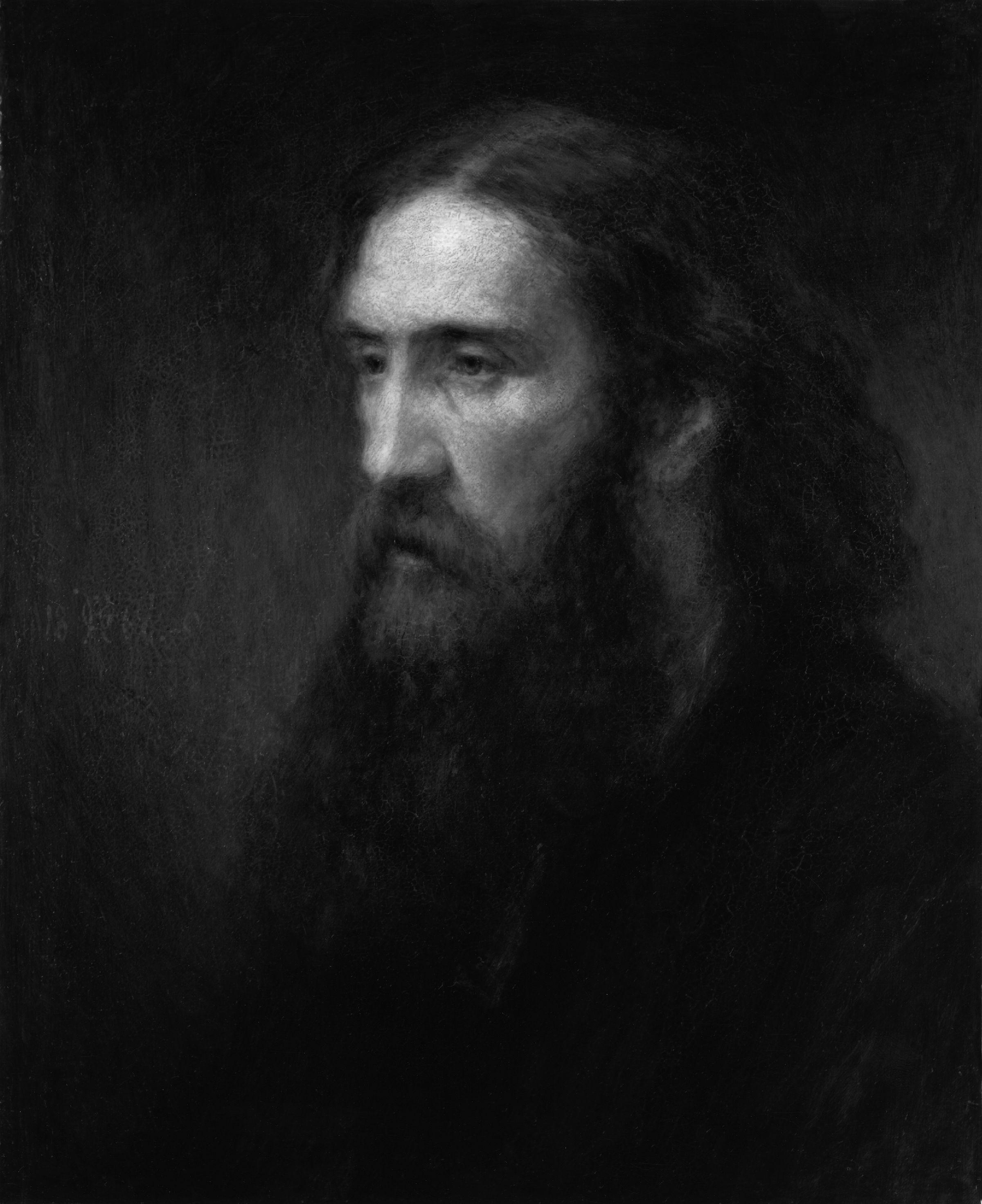
ジョージ・マクドナルドの肖像画 ナショナル・ポートレート・ギャラリー
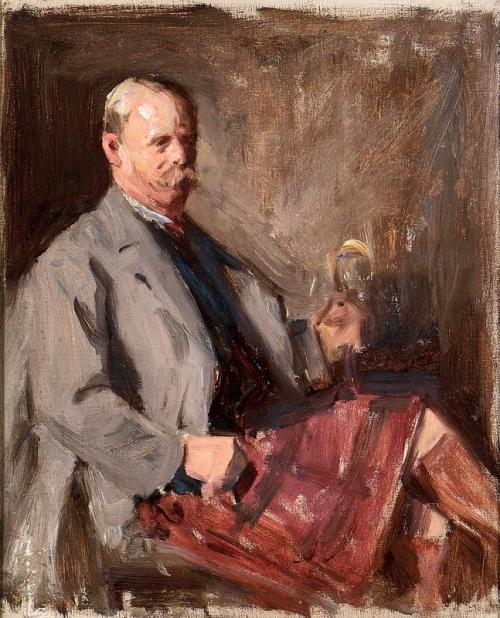
キルトを着た紳士 アバディーン美術館
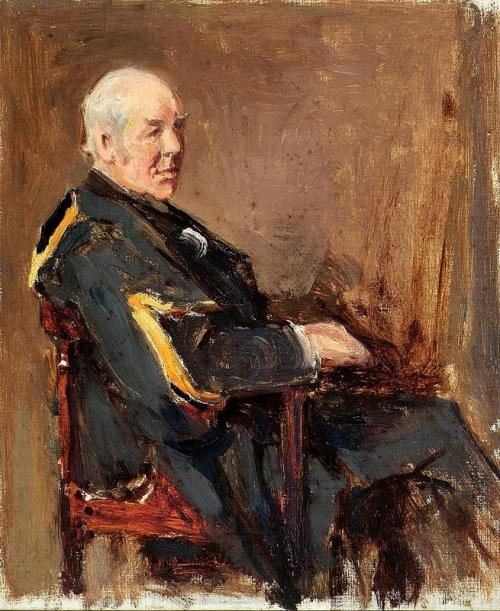
Principal Davidson アバディーン美術館
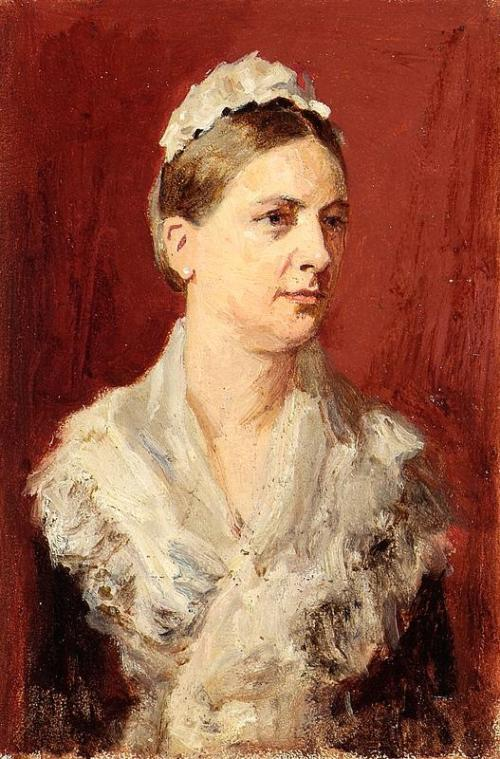
モップキャップとショールを付けた女性 アバディーン美術館

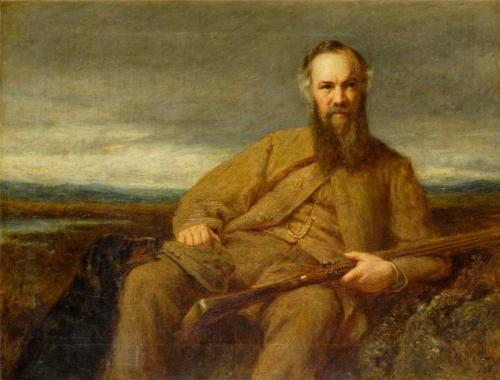
William Duguidの肖像画 アバディーン美術館
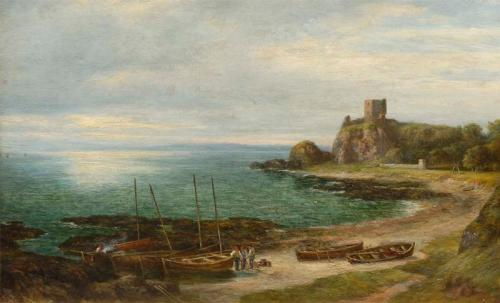
風景画オーバンのダノリー城 アバディーン美術館
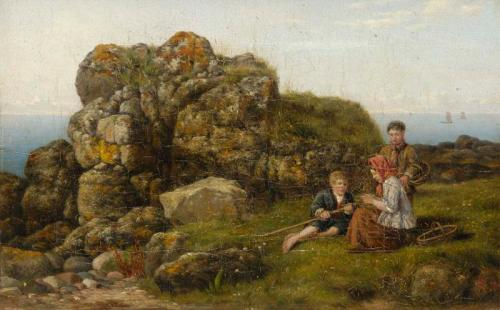
海岸の風景 アバディーン美術館